# Hậu Thành, Yên Thành
Hậu Thành là một xã thuộc huyện Yên Thành, tỉnh Nghệ An, Việt Nam.
Xã có diện tích 7,99 km², dân số năm 2007 là 5.184 người, mật độ dân số đạt 649 người/km².

## Đình Mõ
Đình Mõ được nhân dân xây dựng trên đất có tên gọi là Kẻ Mõ, nay là làng Đức Hậu, xã Hậu Thành, huyện Yên Thành, tỉnh Nghệ An. Đình Mõ thờ Cao Các có công giúp Đinh Bộ Lĩnh đánh giặc, phối thờ thần Cao Sơn. Đình Mõ được xếp hạng di tích lịch sử văn hóa cấp quốc gia.
Cao Sơn và Cao Các là hai anh em sinh đôi, sinh ngày 6/1/938 ở làng Cao Xá, huyện Thọ Xuân, châu Ái. Cha là ông Cao Trạch, mẹ là bà Lê Thị Điểm. Từ nhỏ, Cao Các đã học giỏi, thông minh tài trí hơn người; Cao Sơn võ nghệ tinh thông. Lớn lên, hai ông bỏ làng đi tìm minh chúa. Đinh Bộ Lĩnh giao chỉ huy binh lính dẹp loạn 12 sứ quân. Cao Các, Cao Sơn đã cùng các tướng sỹ lần lượt đánh bại và thu phục các sứ quân. Ngày 6 tháng 6 năm Đinh Mão (tức 15 tháng 7 năm 967), Đinh Bộ Lĩnh điều một đạo quân do tướng Nguyễn Bồ chỉ huy tiến đánh sứ quân Nguyễn Siêu. Trong trận quyết liệt này Đinh Bộ Lĩnh bị mất 4 tướng là Nguyễn Bồ, Nguyễn Phục, Đinh Thiết và Cao Sơn cùng rất nhiều binh lính đều tử trận.. Đinh Bộ Lĩnh lại về quê Hoa Lư xây dựng kinh đô, xưng Đại Thắng Minh Hoàng Đế. Ông ban cho Cao Các thực ấp ở huyện An Ninh, lo khuyến khích nghề nông, làm việc nghĩa, luyện tập võ nghệ phòng khi nước nhà có biến cố, giúp triều đình bảo vệ quê hương và đánh giặc cứu nước. Năm 971, chúa Chiêm Thành là Xạ Đẩu đem quân uy hiếp Đại Cồ Việt, vua Đinh triệu Cao Các về triều, giao cho 5 vạn binh lính, ấn kiếm đi đánh giặc. Cao Các cầm quân xông pha nhiều trận, quân Chiêm đại bại phải trốn về nước. Sau trận đại thắng, vua Đinh thưởng công Cao Các rất hậu, muốn lưu ông lại triều đình nhưng Cao Các xin về sống ở An Ninh. Ông lâm bệnh mất đột ngột, tin báo về triều đình nhà Đinh thương tiếc cho lập miếu thờ. Đến thời vua Lý Thái Tổ, thấy đền miếu thiêng, biết ông là trung thần nhà Đinh bèn phong tặng Mỹ Tự Đại Vương. Các triều vua về sau phong sắc cho Ngài là Thượng Thượng đẳng tối linh Tôn thần. Các triều đại phong kiến Việt Nam đã ban nhiều sắc phong, hiện tại đền vẵn còn lưu giữ 11 sắc phong do vua triều Lê và triều Nguyễn ban cho thần chủ của đền.